# Antic Molí de Vila-robau
L'Antic Molí de Vila-robau és una obra de Ventalló (Alt Empordà) protegida com a Bé Cultural d'Interès Local. Situat al nord-oest del nucli urbà de la població de Ventalló i a llevant del veïnat de Vila-robau, al paratge dels camps del Fluvià.

## Descripció
Edifici aïllat de planta irregular format per tres cossos adossats. L'edifici principal, rectangular, està format per dos cossos adossats amb les cobertes de teula d'un i dos vessants, distribuïts en planta baixa, pis i golfes. La façana principal, orientada a migdia, presenta un portal d'accés rectangular, amb els brancals bastits amb carreus de pedra ben desbastats i la llinda plana. Presenta un petit arc de descàrrega bastit en maons a la part superior. Als pisos hi ha dos finestrals rectangulars bastits en maons, el de les golfes de mides més petites que l'altre. Cal destacar un rellotge de sol circular pintat, situat al costat d'aquestes obertures. La resta de paraments presenten finestres rectangulars o d'arc rebaixat bastides en maons. La façana de ponent presenta, a la part inferior del parament, les obertures rectangulars que feien funcionar el molí. De fet, adossades a la façana de ponent de la casa, hi ha les restes de la possible bassa que subministrava l'aigua a la construcció. Precedint les restes d'aquesta bassa hi ha un altre cos enrunat, adossat a la cantonada sud-oest de la façana principal. Presenta un portal d'accés rectangular bastit en maons, amb la llinda de pedra. Adossat a l'altra banda de la façana principal hi ha un cos de planta irregular sense coberta, adossat al parament principal per la banda de llevant. Presenta un portal d'accés d'arc rebaixat bastit en maons i petites obertures quadrades, emmarcades també amb maons.
La construcció és bastida en còdols sense treballar i fragments de maons disposats regularment i lligats amb morter.

## Història
Construcció industrial dels segles XVIII-XIX